# Dipcadi brevifolium
Dipcadi brevifolium là một loài thực vật có hoa trong họ Măng tây. Loài này được (Thunb.) Fourc. mô tả khoa học đầu tiên năm 1932.